# Serin
Serin (förkortas Ser eller S) är en av de 20 aminosyror som är byggstenar i proteiner. Den är hydrofil och en polär molekyl.

## Egenskaper
Serin är en mycket biologiskt aktiv aminosyra som inte är essentiell; kroppen kan alltså skapa den själv genom en rad aktiva processer varav transferering är en.
Serin kan i organismen omvandlas till fysiologiskt viktiga ämnen som acetylkolin, glycin, cystein och etanolamin. 
I den genetiska koden kodas serin av sex kodon: UCU, UCC, UCA, UCG, AGU och AGC.